# National Center for Reason and Justice
El Centro Nacional para la Razón y la Justicia es una organización sin ánimo de lucro estadounidense que ofrece información sobre el sistema de justicia penal y facilita asistencia financiera y legal para aquella población que la organización considera, haya sido acusada falsamente o condenada injustamente.
La mayoría de las personas cuyas condenas fueron anuladas han sido condenadas por el testimonio de testigos oculares erróneos, confesiones bajo coacción o malas prácticas en la sala de audiencias.
La mayor parte de los casos apoyados por la asociación está relacionado con ofensas sexuales contra niños y adolescentes, donde las acusaciones han tenido una amplia cobertura mediática.
El presidente de la asociación Michael Snedeker es un abogado penal que ha tratado con éxito juicios contra abusos en rituales satánicos en California. Es autor del libro California State Prisoners Handbook y coautor junto a Debbie Nathan del libro Satan's Silence: Ritual Abuse and the Making of a Modern American Witch Hunt.
Algunas de las personas que han trabajado en la asociación son Elizabeth Loftus, Debbie Nathan y Judith Levine.